# Rai 5
Rai 5 je pátý kanál italské veřejnoprávní televize Rai.

## Charakteristika
Rai 5 je kulturně-umělecký kanál s prvky dokumentu pro náročné diváky. Vysílá hlavně divadelní představení, operu, balet, klasickou hudbu, ale i koncerty popových hvězd a kulturní magazíny. Dále cestovní magazíny, náboženské pořady a pořady pro menšiny. Vysílá i záznamy cen Grammy a udílení Oskarů. Ve velké míře se věnuje evropské kinematografii a většinou se jedná o artové filmy anebo starší oceňovanou filmovou klasiku. V minulosti byla tato stanice známá jako Rai Extra. Kanál vysílá volně v digitální síti DVB-T a internetu. Příjem ze satelitu Hot Bird je kódovaný.
Na tomto kanálu se vůbec nevysílá reklama ani sponzoring. Ani publicistika a sport se zde neobjevují.
Programem Rai 5 se inspirovala Česká televize při tvorbě kanálu ČT art.